# Noise (Finanzmarkt)
Noise ist ein Anglizismus (deutsch „Rauschen“) im Börsenwesen, der für zufällige Volatilitäten der Börsenkurse steht, die nicht auf kursrelevanten Fundamentaldaten beruhen.

## Allgemeines
Preistreiber der Börsenkurse sind somit nicht nur der auf betriebswirtschaftlichen Kennzahlen beruhende innere Wert von Finanzprodukten (vor allem Aktien), sondern auch irrationale Ursachen – eben dem „Noise“. Entsprechende nicht-fundamentale Ursachen sind „Noise“, Informationen sind dagegen fundamental relevant.
„Noise“ ist im Börsenwesen mit „Rauschen“ und nicht mit dem näherliegenden „Lärm“ zu übersetzen. Dies geht auf eine 1986 in der US-amerikanischen Fachliteratur verwendete Analogie zurück, die aus der Nachrichtentechnik das „weiße Rauschen“ (englisch white noise) einer zufälligen Störgröße entlehnte. Nach diesem Verständnis ist „Noise“ das Grundrauschen des Kapitalmarktes, das unsystematisch auftretende Handeln von Marktteilnehmern ohne fundamentale Auslöser. Für diesen Autor sind Noise „verzerrte Wahrscheinlichkeitsverteilungen zukünftiger Erträge“.

## Marktteilnehmer
Deshalb gibt es Marktteilnehmer, die vor allem auf dem Aktienmarkt aufgrund fundamentaler Informationen handeln und solche, die auf das „Geräusch des Marktes“ achten. Letztere sind die „Noise Trader“, sie handeln nicht aufgrund des Rationalprinzips, sondern aufgrund nicht-fundamentaler Gerüchte. Im Hinblick auf Noise ist zwischen den Arbitrageuren mit vollkommen rationalen und unverzerrten Erwartungen bezüglich der Aktienrendite und irrational agierenden „Noise Tradern“ zu unterscheiden. Ihr atypisches Verhalten kommt zustande, weil ihre Handelsentscheidungen auf Rauschen oder „Pseudosignalen“ beruhen, die sie fälschlicherweise als marktrelevante Informationen einstufen. Zu den Pseudosignalen gehören Empfehlungen von Chartanalysten, Börsengurus oder Börsenbriefen, soweit sie auf nicht fundamentalen Analysen beruhen.
„Noise Trader“ betätigen sich im „Noise Trading“, das zufällige Schwankungen der Börsenkurse hervorruft. Diese „Noise Trader“ sind meist vom Herdenverhalten geleitete Marktteilnehmer, die durch Stimmungen oder Gruppen dazu motiviert werden, in steigende Kurse hinein zu kaufen (Hausse) oder in fallende hinein zu verkaufen (Baisse). Dies ist der so genannte „Stimmungs-Noise“. Auch überreagieren sie auf neue Informationen oder extrapolieren Marktentwicklungen der Vergangenheit unkritisch in die Zukunft. Dieser Noise kann sowohl bei Kauf- als auch bei Verkaufsentscheidungen zugrunde liegen. 

## Wirtschaftliche Aspekte
Der Handel an Börsen ist ohne Noise nicht denkbar. Das aus dem Noise Trading entstehende Kursrisiko wird in effizienten Börsen korrekt bewertet und von den Noise Tradern selbst übernommen. Damit erhalten sie für das von ihnen selbst generierte Risiko einen angemessenen Ausgleich und verlieren somit im Erwartungswert durch ihr Verhalten kein Geld. Das Verhalten der Noise Trader beeinflusst die rationalen Marktteilnehmer insofern, als diese bei gegebener Risikobereitschaft eine höhere Risikoprämie in Kauf nehmen müssen. Im Regelfall weisen Finanzmärkte ein relativ geringes Grundrauschen auf, das als Verhältnis zwischen der Stärke eines Signals und dem Grundrauschen gemessen wird (englisch signal to noise ratio). Dieses Verhältnis kann auf Teilmärkten mit einem kontinuierlichen Fluss irrelevanter Informationen jedoch besonders hoch sein.